# Parastegana drosophiloides
Parastegana drosophiloides är en tvåvingeart som först beskrevs av Masanori Joseph Toda och Peng 1992.  Parastegana drosophiloides ingår i släktet Parastegana och familjen daggflugor. Inga underarter finns listade i Catalogue of Life.